# Faro del Cabo de Creus
El faro del Cabo de Creus  es un faro situado en el sur del cabo de Creus, en Cadaqués, en la comarca del Alto Ampurdán, en la Costa Brava , provincia de Gerona (Cataluña) España. Está clasificado como bien de interés cultural.

## Historia
En la punta de la Esquena estaba situada una antigua torre de vigía. Fue el último de los faros del primer Plan de Alumbrado, que fue encendido por primera vez en 1853, con un alcance de 15 millas. Durante la guerra civil española se apagó por orden de las autoridades militares de Cadaqués.